# 菲茨杰拉德环形山
菲茨杰拉德环形山（Fitzgerald）是月球背面的一座大型撞击坑，约形成于酒海纪，其名称取自爱尔兰裔物理学家兼哲学家乔治·斐兹杰惹(1595年–1667年)，1970年被国际天文联合会正式批准接受。

## 描述
该陨坑位于考克饶夫环形山的西南偏西，东北相隔二座陨坑距离则坐落着摩尔斯环形山。陨坑中心月面坐标为22°40′N 172°08′W / 22.67°N 172.14°W，直径104.21公里，深度约为2.869公里。
菲茨杰拉德环形山已被后续的撞击所侵蚀，它的西北壁附靠着更年轻的卫星坑"菲茨杰拉德 W"，该卫星坑东南边缘上微弱的射纹束穿过了环形山西部坑底，目前尚不清楚该射线是否源自撞击，还是来自北方"穆尔 F"卫星坑的射纹线。
沿菲茨杰拉德环形山边缘也分布着数座小撞击坑，其中东侧沿上坐落着一对相连的陨坑，西侧沿则分布有更多座。菲茨杰拉德环形山的内侧壁显示有一些塌落和阶地的痕迹，并随时间的流逝而逐惭趋于平缓。坑壁平均高出周边地形1510米，内部容积约有10913公里³。坑底表面接近平原地貌，中部有一座小山丘，西北区略显崎岖。

## 卫星陨石坑
按惯例，最靠近菲茨杰拉德环形山的卫星坑在月图上以字母标注在该坑中心点的旁边。
| 菲茨杰拉德 | 月面坐标                            | 直径, 公里 |
| ---------- | ----------------------------------- | ---------- |
| B          | 29°01′N 170°44′W / 29.02°N 170.74°W | 24.15      |
| W          | 28°30′N 173°59′W / 28.50°N 173.99°W | 49.17      |
| Y          | 30°54′N 172°56′W / 30.90°N 172.93°W | 35.46      |